# کایپ‌کولوو
کایپ‌کولوو (انگلیسی: Kaipkulovo) یک شهرک در شهرستان اوچالینسکی استان باشقیرستان کشور روسیه است.